# Thomas-Philippe Légier
Thomas-Philippe Légier est un homme politique français né le 21 décembre 1756 à Blois dans la province de l'Orléanais du royaume de France et mort le  8 août 1838 à Orléans dans le département du Loiret.

## Biographie
Thomas-Philippe Légier naît à Blois  le 21 décembre 1756 dans la province de l'Orléanais du royaume de France sous le règne du roi Louis XV.
Frère de Nicolas-Vincent Légier, il devient président du tribunal de district d'Orléans pendant la Révolution française.
Le 26 germinal an VII, il est élu député du Loiret au Conseil des Cinq-Cents. Rallié au 18 brumaire, il est nommé député du Loiret au Corps législatif, le 4 nivôse an VIII, par le Sénat conservateur.
Nommé conseiller à la cour impériale d'Orléans, le 8 mars 1811, lors de la réorganisation des cours et des tribunaux, il est confirmé dans ce dernier poste, par la Restauration, le 14 février 1816.
Il meurt le 8 août 1838 à Orléans dans le Loiret à l'âge de 81 ans.